# HSQLDB

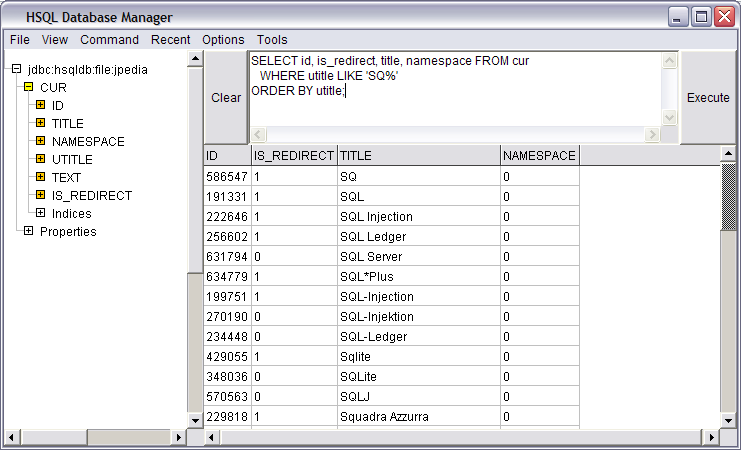
Tela do HSQL Database Manager

O HSQLDB (do inglês Hyper Structured Query Language Database) é um servidor base de dados (SGBDR), de código aberto, escrito totalmente na linguagem Java. 
Não é possível compará-lo, em termos de robustez e segurança com outros servidores SGBD, como Oracle ou Microsoft SQL Server, entretanto o HSQLDB é uma solução simples, que utiliza poucos recursos e que possui bom desempenho. Devido a essas características, ele é bastante utilizado em aplicações que são executadas em desktops e que necessitam interagir com uma camada de persistência através da linguagem SQL. A suíte office OpenOffice, na sua versão 2.0, inclui o HSQLDB como engine de armazenamento de dados.

## Principais características
- Suporte à linguagem SQL básica, incluindo junções, triggers e visões.
- Portabilidade em virtude de sua implementação ser feita em Java.
- Repositórios acessíveis através de tecnologia JDBC.
- Criação de bancos de dados em arquivo texto, banco de dados e em memória.
- Recurso de dump para backups facilitados.
- Ocupa pouco espaço em disco.
- Praticamente dispensa configurações para operar.

## Histórico de versões
- 1998 - Hypersonic SQL - primeira versão
- 2000 - Versão 1.43 apresentando suporte a SQL
- 2001 - Criação do HSQLDB Development Group com base no Hypersonic SQL, cujo projeto foi encerrado e lançamento da versão HSQLDB
- 2006 - HSQLDB 1.8.0 - setembro de 2006.
- 2011 - HSQLDB 2.1 - março de 2011
- 2012 - HSQLDB 2.2 - Janeiro de 2012
- 2013 - HSQLDB 2.3.2 - maço de 2013
- 2017 - HSQLDB 2.4.0 - Abril de 2017 - Versão atual